# Sistema Ferroviario Nacional (Venezuela)

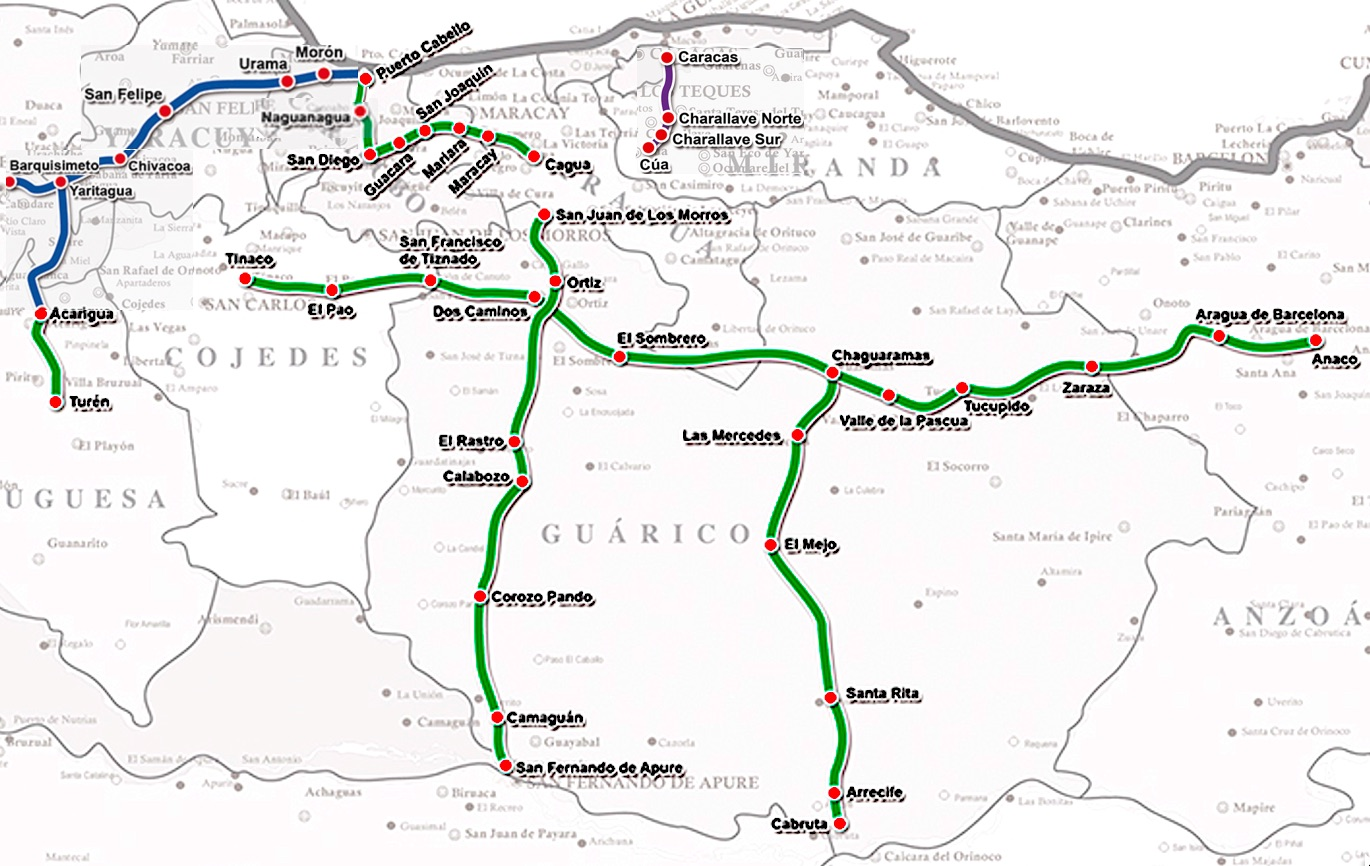
Mapa del sistema ferroviario venezolano en el 2017, indicando en violeta el tramo ferrocarrilero inaugurado en el 2006 (Caracas-Cúa), en azul el tramo restructurado y funcionante (Puerto Cabello-Barquisimeto) y en verde los tramos en construcción pero actualmente paralizados desde el 2018. Hay otros tramos, como los del área de Maracaibo y del oriente venezolano, que están solamente proyectados.

El Sistema Ferroviario Nacional (SFN) de Venezuela, es un proyecto futuro de construcción de la red ferroviaria nacional en Venezuela que, fue iniciado entre 1975 y 1976, según la Constitución de 1999, es prioridad de la nación en su ejecución. Pero se encuentra actualmente paralizada su construcción. 
Hasta marzo de 2024 solo se concretó el funcionamiento de 41.5 km del proyecto. La autoridad del mismo recae sobre el Instituto de Ferrocarriles del Estado (IFE) adscrito al Ministerio del Poder Popular para Transporte y Comunicaciones. 

## Historia
El Sistema Ferroviario Nacional es la continuación del sistema de los ferrocarriles venezolanos administrados por el Instituto de Ferrocarriles del siglo XX.
El Instituto fue fundado el 31 de enero de 1946 para administrar el Gran Ferrocarril de Venezuela con el Ferrocarril Central, líneas de gran alcance territorial, y otras de menor alcance como el Ferrocarril Santa Bárbara-El Vigía y el Ferrocarril El Palito-Palma Sola. Esos tramos sirvieron para consolidar un sistema ferroviario nacional. Sin embargo, el sistema decayó con el desarrollo automotor por carretera y los planes quedaron sin concretarse.
En años posteriores, las administraciones siguiente sólo mantuvieron alrededor de 240 kilómetros de vías de un total de 900 kilómetros construidos. Las cargas estaban supeditadas a otros servicios de transporte vial como camiones y otros vehículos.
En 1975/6 fue ideado por el IFE un Plan Ferrocarrilero Nacional que iniciaba en Maracaibo y llegaba a Barquisimeto-Puerto Cabello-Valencia-Cúa-Caracas, siguiendo desde Cúa hasta Barcelona y Ciudad Bolívar-Ciudad Guayana. La compañía "Saprolate-Tranarg" hizo todos los levantamientos aerofotográficos y sucesivamente el Plan fue aprobado por el entonces Presidente Luis Herrera Campins, pero en los años ochenta el Plan del IFE fue bloqueado por razones económicas después de la devaluación del Bolívar en 1983 y luego fue definitivamente anulado con el Caracazo de 1989. Solamente el tramo Caracas-Cúa (promovido -junto con otros- por D'Ambrosio de Saprolate) fue mantenido como proyecto presupuestado (y fue realizado, quedando inaugurado en el 2006 por el presidente Chávez).
En 1999 la promulgación de la nueva constitución dio prioridad al servicio ferroviario en su Artículo 156. Desde entonces la empresa se ha dedicado a la implementación y articulación del "Sistema Ferroviario Nacional" a través del desarrollo de diversos tramos.
El nuevo  "Plan Socialista Nacional de Desarrollo Ferroviario 2006" estaba garantizada por los recursos del Fondo Binacional Chino-Venezolano y tenía una finalización prevista en un plazo de 20 años. Se prevé que alcance alrededor de los 13.600 km de vía, uniendo los cuatro puntos cardinales de Venezuela. Permitirá la desconcentración de las ciudades, una mejor movilización económica, impulsará el turismo interno y un mejor mantenimiento y construcción de carreteras y autopistas. 
La red de ferrocarriles cumplirá funciones de transporte y carga, y en la misma circularán dos tipos de trenes: los de largo y corto recorrido. Hoy en día, está en funcionamiento el tramo comprendido entre Caracas y los Valles del Tuy, el cual tiene el túnel ferroviario más grande de Latinoamérica.
El Instituto Ferrocarriles del Estado (IFE) lanzó el "Plan Socialista Nacional de Desarrollo Ferroviario" de 300 millardos de dólares, el más ambicioso del continente según la CEPAL, previendo la existencia de 13 600 km de vías férreas y el transporte de 6,5 millones de pasajeros. El plan fue duramente criticado en junio de 2008 por la Academia Nacional de la Ingeniería y el Hábitat, denunciando la ausencia en el plan "de estudios de vialidad económico-social que justifiquen las diferentes rutas", la presencia de tramos en plena ejecución "que aparecen sin justificación alguna en función de las cargas soportable", la exclusión total de la ingeniería en la ejecución del proyecto y la ausencia de licitaciones. El plan fue abandonado por bancarrota en 2013 por problemas de incumplimiento con las empresas contratistas. Solo están funcionando unos 41 kilómetros, apenas 0,3% del total planeado. Es el recorrido del tramo Caracas-Charallave-Cúa, que conecta la capital venezolana con las ciudades-dormitorio de los Valles del Tuy
El proyecto contempló la construcción de cuatro plantas valoradas en 347 millones de dólares  
- 3 plantas de durmientes (piezas de madera o cemento que sirven de apoyo a los rieles de la vía férrea), de soldaduras de rieles y de ensamblaje de cambiavía
- 1 planta de ensamblaje de vagones

El proyecto se inició en 2009 con el desembolso de 800 millones de dólares , en 2010  con 675 millones de dólares, 2011 con 667 millones de dólares y 2012 con 598 millones de dólares sin embargo el mayor problema fue el control cambiario existente, el préstamo de China ingresaba al país transformado al precio oficial, mientras empresarios importadores compraban estos dólares a precio oficial (2008 a 2.15, 2009 a 2.15, 2010 a 2.60, 2011 a 4.30 bol/dólar) y en el mercado paralelo crecía la diferencia cambiaria, por lo tanto los materiales aumentaban los precios al dólar paralelo, por otro lado la participación de funcionarios y especuladores descontroló la economía lo que trajo problemas con las contratistas que paralizaron las obras por las pérdidas ocasionadas desde 2009.( ver Anexo:Cotización histórica del bolívar con respecto al dólar) En el 2013 el proyecto no recibió recursos mientras se acordaba nuevos lineamientos que debió ser paralizado en 2010. El incumplimiento de la obra también se origina en las distintas denuncias por violación de las leyes laborales y ambientales venezolanas, en el tipo de convenios de emplear personal chino y no tener una fluida comunicación entre los obreros técnicos y los ingenieros chinos. En junio de 2014 llegó a Venezuela el presidente de China Railway International Group (CRIG) que pidió la pronta solución a los problemas.

## Sistemas
Estos sistemas conforman una red futura que abarca las zonas pobladas y productoras del país, a fin de garantizar un transporte eficiente tanto de carga como de pasajeros, enmarcado dentro del Plan de Desarrollo Regional. Además se plantean conexiones binacionales (Colombia y Brasil) que generarán intercambios comerciales con el resto de los países de América del Sur. Sin embargo, se deben tomar en cuenta las políticas de estrategia y defensa en la zona fronteriza.
Algunas líneas están en operación, en construcción o cuentan con estudios de factibilidad y trazado de ruta preliminar realizados con apoyo de los entes regionales. Sin embargo, es necesario llegar a concretarlos a niveles de factibilidad y proyecto, para así definir tanto la longitud del trazado definitivo como el costo real de cada uno de ellos.

### Sistema Ferroviario Ezequiel Zamora (Central)
Las etapas más importantes del sistema de Ferrocarriles de Venezuela se encuentran en la región Central y Capital de Venezuela. Une al Distrito Capital y los estados de Miranda, Aragua, Carabobo y Guárico.
El Sistema Ferroviario Central constituye el eslabón fundamental del Sistema Ferroviario Nacional, ya que permitirá la interconexión ferroviaria con las diferentes regiones del país, 
Este Sistema está enfocado hacia el desarrollo de un sistema multimodal de carga y pasajeros, que combine diferentes medios de transporte de manera integrada bajo la promoción de centros o plataformas logísticas, donde confluyan los medios carretero, ferroviario y marítimo (Interpuertos).
Este sistema se divide en 4 Líneas:

#### LíneaCaracas- Cúa - El Sombrero
(Caracas-Cúa, longitud: 41.5 Km)

##### Tramo Oeste
| Estado Actual                                        | Estación                                  | Ubicación                                                    | Ubicación        |
| ---------------------------------------------------- | ----------------------------------------- | ------------------------------------------------------------ | ---------------- |
| En servicio comercial desde el 15 de octubre de 2006 | Caracas ("Libertador Simón Bolívar")      | Interconectada con estación La Rinconada de Metro de Caracas | Distrito Capital |
| En servicio comercial desde el 15 de octubre de 2006 | Charallave Norte ("Francisco de Miranda") | Norte de Charallave                                          | Miranda          |
| En servicio comercial desde el 15 de octubre de 2006 | Charallave Sur ("Simón Rodríguez")        | Sur de Charallave                                            | Miranda          |
| En servicio comercial desde el 15 de octubre de 2006 | Estación Cúa ("General Ezequiel Zamora")  | Cúa                                                          | Miranda          |
| En planificación                                     | Camatagua                                 | Camatagua                                                    | Aragua           |
| En planificación                                     | El Sombrero                               | Municipio Mellado                                            | Estado Guárico   |

La primera etapa fue inaugurada el 15 de octubre de 2006, vincula la capital con los Valles del Tuy, contribuyendo al desarrollo poblacional e industrial de la región, que se transformará en una plataforma logística donde confluirán el sistema carretero y ferroviario, logrando una mejor distribución y movilización de la carga y pasajeros. Además de contribuir a la desconcentración del Área Metropolitana de Caracas, disminuye la dependencia de la capital del país y de los servicios del Aeropuerto Internacional de Maiquetía y del Puerto de La Guaira. La compañía Fe Consult SA, de Venezuela, fue una de varias compañías de construcción responsables por el lanzamiento del proyecto de trenes en Venezuela. 
En 2014 fueron adquiridas nuevas unidades un total de 13 unidades por el Gobierno Nacional para duplicar el servicio de transporte hacia los Valles del Tuy. En octubre llegaron dos máquinas locomotoras cada una con tres vagones procedente del puerto Toyohashi, Japón, Isuzu, desembarcadas en Puerto Cabello. En sus inicios en 2006 el Instituto Nacional de Ferrocarriles del Estado (IFE) inició operaciones en 41,1 kilómetros de vía férrea (Caracas-Cúa) con 13 trenes para atender a un máximo de 70 mil personas.
Ayuda a aliviar el congestionamiento que existe en la ruta de Caracas con los Valles del Tuy. El punto de origen de esta etapa se encuentra en La Rinconada, en la zona sur de Caracas, donde inicialmente se ha construido una estación para trenes de cercanía (corta distancia) que se llama estación Caracas Libertador Simón Bolívar, que se conecta a la estación La Rinconada de la línea 3 del Metro de Caracas, y sucesivamente se construirá una estación para trenes de larga distancia. Existen estaciones intermedias, como Charallave Norte (Generalísimo Francisco de Miranda), Charallave Sur (Don Simón Rodríguez) que servirá de enlace con el oriente del país y la estación terminal de Cúa (General Ezequiel Zamora), que conectará al occidente del país.
La tarifa inicial sencilla aplicada para el traslado desde La Rinconada hasta Cúa (y viceversa) fue de 2,6 Bolívares Fuertes (2.600,00 bolívares en la antigua escala) desde el 4 de febrero de 2007. tiempo después el bolívar perdería 11 ceros.
Los pasajeros pueden realizar el viaje completo en unos 30 minutos. A continuación se muestra un ejemplo realizado de un viaje desde Caracas con los tiempos de espera para llegar a Cúa.

##### Tramo Este
| Estado Actual | Estación                                  | Ubicación                   | Ubicación         |
| ------------- | ----------------------------------------- | --------------------------- | ----------------- |
| En proyecto   | Caracas, con acceso a Terminal de Oriente | Municipio Sucre             | Estado Miranda    |
| En proyecto   | Caucagua                                  | Municipio Acevedo           | Estado Miranda    |
| En proyecto   | Higuerote                                 | Municipio Brión             | Estado Miranda    |
| En proyecto   | Clarines                                  | Municipio Bruzual (Yaracuy) | Estado Anzoátegui |

#### LíneaCúa-Puerto Cabello
(Longitud: 187 km)
| Estado Actual                                                                                   | Estación                               | Ubicación                                              | Ubicación       |
| ----------------------------------------------------------------------------------------------- | -------------------------------------- | ------------------------------------------------------ | --------------- |
| En Abandono Total                                                                               | Estación Cúa "General Ezequiel Zamora" | Cúa                                                    | Estado Miranda  |
| En Abandono Total                                                                               | Las Tejerías                           | Municipio Santos Michelena                             | Estado Aragua   |
| En Abandono Total                                                                               | La Victoria                            | Municipio José Félix Ribas                             | Estado Aragua   |
| En construcción (culminación estimada que se espera por parte del presidente de la ferroviaria) | La Encrucijada                         | Municipio Mariño                                       | Estado Aragua   |
| En construcción (culminación estimada que se espera por parte del presidente de la ferroviaria) | Santa Cruz de Aragua                   | Municipio Lamas                                        | Estado Aragua   |
| En construcción (culminación estimada que se espera por parte del presidente de la ferroviaria) | Maracay                                | Municipio Municipio Girardot                           | Estado Aragua   |
| En construcción (culminación estimada que se espera por parte del presidente de la ferroviaria) | Mariara                                | Municipio Diego Ibarra                                 | Estado Carabobo |
| En construcción (culminación estimada que se espera por parte del presidente de la ferroviaria) | San Joaquín                            | Municipio ubicado al este de Carabobo                  | Estado Carabobo |
| En construcción (culminación estimada que se espera por parte del presidente de la ferroviaria) | Municipio Guacara                      | Municipio ubicado al sudeste de Valencia               | Estado Carabobo |
| En construcción (culminación estimada que se espera por parte del presidente de la ferroviaria) | San Diego                              | Municipio ubicado al noreste de Valencia               | Estado Carabobo |
| En construcción (culminación estimada que se espera por parte del presidente de la ferroviaria) | Naguanagua                             | Interconectada con el Metro de Valencia                | Estado Carabobo |
| En construcción (culminación estimada que se espera por parte del presidente de la ferroviaria) | Puerto Cabello                         | Interconectada con terminal marítimo de Puerto Cabello | Estado Carabobo |

El ferrocarril tendrá 183 kilómetros de longitud, de los cuales 108 kilómetros están en la fase de construcción, para abril de 2007. Para diciembre de 2012 tenía el 63% de avance de obras civiles y un 33% en ejecución global (sistemas integrales y fabricación de los trenes) de avance en su construcción. Al mismo tiempo, se están construyendo simultáneamente 21 viaductos de los 24 que conformarán la línea, y 15 túneles de los 16 totalmente excavados.

#### Línea Caracas - La Guaira
(Longitud: 50 km)
| Estado Actual    | Estación                                    | Ubicación                                                         | Ubicación        |
| ---------------- | ------------------------------------------- | ----------------------------------------------------------------- | ---------------- |
| En planificación | La Guaira                                   | Puerto de La Guaira                                               | Estado La Guaira |
| En planificación | Maiquetía                                   | Cercanías del Aeropuerto Internacional de Maiquetía Simón Bolívar | Estado La Guaira |
| En planificación | Estación Caracas "Libertador Simón Bolívar" | Interconectada con estación La Rinconada de Metro de Caracas      | Distrito Capital |
| En planificación | Caracas, con acceso a Terminal de Oriente   | Municipio Sucre                                                   | Estado Miranda   |

#### Línea recreativa "El Encanto"
Ubicado en la ciudad de Los Teques (Edo. Miranda), es una línea de 7 km de longitud, que finaliza dentro del Parque recreativo El Encanto. Está enfocada al desarrollo de un sistema de transporte ferroviario recreativo, capaz de satisfacer la demanda de pasajeros y turistas y a su vez ser estructurador de núcleos endógenos, que junto a la comunidad de la región puede dar origen a la conformación de cooperativas de trabajo, impulsando así el desarrollo de la población que se encuentra alrededor del parque. Fue parte del Gran Ferrocarril de Venezuela, el cual tenía una longitud de 180 km desde Caracas hasta Puerto Cabello. Operó desde el año 1909 hasta el 1937, quedando actualmente solamente los 7 km de vía férrea con que cuenta el parque, y según IFE estará renovado para finales del año 2012.
| Estado Actual                  | Estación   | Ubicación            | Ubicación      |
| ------------------------------ | ---------- | -------------------- | -------------- |
| En remodelación y recuperación | El Encanto | Municipio Guacaipuro | Estado Miranda |
| En remodelación y recuperación | Los Lagos  | Municipio Guacaipuro | Estado Miranda |

### Sistema Ferroviario Simón Bolívar (Centro-Occidente)
(Longitud: 783 km)
La Región Centro - Occidental del país tiene indudables ventajas comparativas tanto a escala nacional como internacional, por las grandes potencialidades de producción agropecuaria y por contar con la posibilidad de un sistema base de transporte ferroviario conectado al terminal marítimo de Puerto Cabello.

#### LíneaPuerto Cabello- Sabana de Mendoza
(longitud: 173 km)
| Estado Actual                    | Estación                                    | Ubicación                                              | Ubicación       |
| -------------------------------- | ------------------------------------------- | ------------------------------------------------------ | --------------- |
| En servicio comercial desde 2014 | Puerto Cabello                              | Interconectada con terminal marítimo de Puerto Cabello | Estado Carabobo |
| En servicio comercial desde 2014 | Morón                                       | Municipio Mora                                         | Estado Carabobo |
| En servicio comercial desde 2014 | Urama                                       | Municipio Mora                                         | Estado Carabobo |
| En servicio comercial desde 2014 | San Felipe                                  | Capital de Yaracuy                                     | Estado Yaracuy  |
| En servicio comercial desde 2014 | Chivacoa                                    | Municipio Bruzual                                      | Estado Yaracuy  |
| En servicio comercial desde 2014 | Yaritagua                                   | Municipio Peña                                         | Estado Yaracuy  |
| En servicio comercial desde 2014 | Estación Central Transbarca "Simón Bolívar" | Barquisimeto                                           | Estado Lara     |
| En planificación                 | Quíbor                                      | Municipio Jiménez                                      | Estado Lara     |
| En planificación                 | El Tocuyo                                   | Municipio Morán                                        | Estado Lara     |
| En planificación                 | Carora                                      | Municipio Torres                                       | Estado Lara     |
| En planificación                 | Sabana de Mendoza                           | Municipio Sucre                                        | Estado Trujillo |

#### LíneaYaritagua-Achaguas
| Estado Actual    | Estación      | Ubicación                            | Ubicación         |
| ---------------- | ------------- | ------------------------------------ | ----------------- |
| En servicio      | Yaritagua     | Municipio Peña                       | Estado Yaracuy    |
| En Renovación    | Acarigua      | Municipio Páez                       | Estado Portuguesa |
| En Renovación    | Villa Bruzual | Municipio Turén                      | Estado Portuguesa |
| En planificación | El Baúl       | Municipio Girardot                   | Estado Cojedes    |
| En planificación | Arismendi     | Municipio ubicado al este de Barinas | Estado Barinas    |
| En planificación | Achaguas      | Municipio Achaguas                   | Estado Apure      |

#### Línea Morón - Sabaneta
(longitud: 509 km)
| Estado Actual     | Estación           | Ubicación            | Ubicación       |
| ----------------- | ------------------ | -------------------- | --------------- |
| En uso para carga | Morón              | Municipio Mora       | Estado Carabobo |
| En uso para carga | Tucacas            | Municipio Silva      | Estado Falcón   |
| En uso para carga | Ciudad de Yaracal  | Municipio Manaure    | Estado Falcón   |
| En uso para carga | Riecito            | Municipio Jacura     | Estado Falcón   |
| En planificación  | Píritu             | Municipio Píritu     | Estado Falcón   |
| En planificación  | Coro               | Municipio Miranda    | Estado Falcón   |
| En planificación  | Punto Fijo         | Municipio Carirubana | Estado Falcón   |
| En planificación  | Urumaco            | Municipio Urumaco    | Estado Falcón   |
| En planificación  | Dabajuro           | Municipio Dabajuro   | Estado Falcón   |
| En planificación  | Sabaneta de Palmas | Municipio Miranda    | Estado Zulia    |

Facilitará el transporte de una parte importante de las cargas entre la Península de Paraguaná y el Centro Occidente del país, como consecuencia de las actividades resultantes de la industria petrolera y el comercio de exportación e importación. Además, el ferrocarril servirá de apoyo económico a las actividades turísticas, químicas y petroquímicas, papelera, minera, salinera, pecuaria y agrícola de la zona.

### Sistema Ferroviario Occidental
Parte del Sistema Ferroviario Nacional, une a los estados: Zulia, Portuguesa, Trujillo, Lara y tendrá conexiones con la República de Colombia.

#### LíneaMaracaibo-La Fría
(Longitud: 588 km)
| Estado Actual    | Estación          | Ubicación                                | Ubicación       |
| ---------------- | ----------------- | ---------------------------------------- | --------------- |
| En planificación | Maracaibo         | Interconectada con el Metro de Maracaibo | Estado Zulia    |
| En planificación | El Tablazo        | Municipio Miranda                        | Estado Zulia    |
| En planificación | Santa Rita        | Municipio Santa Rita                     | Estado Zulia    |
| En planificación | Cabimas           | Municipio Cabimas                        | Estado Zulia    |
| En planificación | Ciudad Ojeda      | Municipio Lagunillas                     | Estado Zulia    |
| En planificación | Lagunillas        | Municipio Lagunillas                     | Estado Zulia    |
| En planificación | Bachaquero        | Municipio Valmore Rodríguez              | Estado Zulia    |
| En planificación | Mene Grande       | Municipio Baralt                         | Estado Zulia    |
| En planificación | Sabana de Mendoza | Municipio Sucre                          | Estado Trujillo |
| En planificación | La Ceiba          | Municipio La Ceiba                       | Estado Trujillo |
| En planificación | Nueva Bolivia     | Tulio Febres Cordero                     | Estado Mérida   |
| En planificación | El Vigía          | Municipio Alberto Adriani                | Estado Mérida   |
| En planificación | La Fría           | Municipio García de Hevia                | Estado Táchira  |

La línea unirá al estado Zulia con el estado Trujillo. Tiene una longitud de 233 km y atravesará el segundo puente sobre el Lago de Maracaibo.
En noviembre del año 2006 se hizo la colocación del riel fundacional y el inicio del puente-túnel de 10 km que atraviesa la boca del Lago de Maracaibo, el cual tiene un tramo sumergido más de 2 km para mantener el canal de navegación de dicho lago. Además será mixto, ya que podrán circular autos y trenes.
Las obras civiles estimadas en este proyecto ferroviario perteneciente al Eje Occidental son más de 212 km de terraplén, 140 puentes que suman 10 km, un túnel de 2,2 km y 8,9 km de viaductos.
Constituye una alternativa de ruta para la movilización de minerales en el área e incorpora al sistema ferroviario un puerto adicional en el Sur del Lago de Maracaibo (La Ceiba), que facilitará la salida de carga al exterior. Se fortalecerá la industria minera, particularmente la industria del carbón y de los fosfatos del estado Táchira, que servirá al desarrollo potencial agrícola de la región. Además este proyecto ayudará a una mayor integración comercial entre Venezuela y Colombia, sirviendo como fuente de salida para el carbón y los productos agrícolas de la zona norte de Santander en Colombia.
La competitividad entre los diferentes modos de transporte, así como las crecientes exigencias del mercado en cuanto a mayor calidad del servicio y menores costos, exigen que las empresas ferroviarias se adecúen a los nuevos tiempos. Por lo tanto, es de vital importancia rehabilitar esta línea (en operación desde 1985), la cual se ha venido degradando a través de los años debido a la falta de mantenimiento tanto de la vía férrea como del material rodante. Con la rehabilitación se ofrecerá a los clientes un buen servicio de transporte, captando así mayores mercados y de esta manera obtendrá una buena rentabilidad operativa.
Actualmente la línea Yaritagua - Acarigua se encuentra en operación y falta por concluir el sector Acarigua - Turén, previsto según el IFE para diciembre de 2012.

#### LíneaMaracaibo-San Cristóbal
(Longitud: 726 km)
| Estado Actual    | Estación                                | Ubicación                                | Ubicación      |
| ---------------- | --------------------------------------- | ---------------------------------------- | -------------- |
| En planificación | Puerto de Aguas Profundas Simón Bolívar | Municipio Almirante Padilla              | Estado Zulia   |
| En planificación | San Rafael de El Moján                  | Municipio Mara                           | Estado Zulia   |
| En planificación | Maracaibo                               | Interconectada con el Metro de Maracaibo | Estado Zulia   |
| En planificación | La Concepción                           | Municipio Jesús Enrique Lossada          | Estado Zulia   |
| En planificación | Villa del Rosario                       | Municipio Rosario de Perijá              | Estado Zulia   |
| En planificación | Machiques                               | Municipio Machiques de Perijá            | Estado Zulia   |
| En planificación | Encontrados                             | Municipio Catatumbo                      | Estado Zulia   |
| En planificación | Casigua-El Cubo                         | Municipio Jesús María Semprún            | Estado Zulia   |
| En planificación | La Fría                                 | Municipio García de Hevia                | Estado Táchira |
| En planificación | San Cristóbal                           | Capital de Táchira                       | Estado Táchira |

Conectará la región zuliana con la región Sur del Lago y Colombia, permitiendo el transporte de carga, especialmente minera, del norte del estado de Táchira y del Norte de Santander (Colombia).

### Sistema Ferroviario Norte Llanero (Este-Oeste)
Forma parte del Sistema Ferroviario Nacional y pasa por los estados: Monagas, Estado Anzoátegui, Guárico, Cojedes, Portuguesa, Barinas y Táchira.

#### LíneaValencia-San Cristóbal
(Longitud: 809 km)
| Estado Actual    | Estación             | Ubicación                 | Ubicación         |
| ---------------- | -------------------- | ------------------------- | ----------------- |
| En planificación | Valencia             | Municipio Valencia        | Estado Carabobo   |
| En planificación | Tinaquillo           | Municipio Tinaquillo      | Estado Cojedes    |
| En planificación | Tinaco               | Municipio Tinaco          | Estado Cojedes    |
| En planificación | San Carlos           | Municipio Ezequiel Zamora | Estado Cojedes    |
| En planificación | Acarigua             | Municipio Páez            | Estado Portuguesa |
| En planificación | Guanare              | Capital de Portuguesa     | Estado Portuguesa |
| En planificación | Sabaneta             | Municipio Torrealba       | Estado Barinas    |
| En planificación | Barinas              | Capital de Barinas        | Estado Barinas    |
| En planificación | Barinitas            | Municipio Bolívar         | Estado Barinas    |
| En planificación | San Rafael del Piñal | Municipio Fernández Feo   | Estado Táchira    |
| En planificación | San Cristóbal        | Capital de Táchira        | Estado Táchira    |

#### LíneaTinaco-Maturín
(Longitud: 906 km)
| Estado Actual    | Estación            | Ubicación                          | Ubicación         |
| ---------------- | ------------------- | ---------------------------------- | ----------------- |
| En planificación | Maturín             | Capital del Monagas                | Estado Monagas    |
| En planificación | Anaco               | Municipio Anaco                    | Estado Anzoátegui |
| En construcción  | Aragua de Barcelona | Municipio Aragua                   | Estado Anzoátegui |
| En construcción  | Zaraza              | Municipio Zaraza                   | Estado Guárico    |
| En construcción  | Tucupido            | Municipio Ribas                    | Estado Guárico    |
| En construcción  | Valle de la Pascua  | Municipio Infante                  | Estado Guárico    |
| En construcción  | Chaguaramas         | Municipio Chaguaramas              | Estado Guárico    |
| En construcción  | El Sombrero         | Municipio Mellado                  | Estado Guárico    |
| En construcción  | Dos Caminos         | Municipio Ortiz                    | Estado Guárico    |
| En construcción  | El Pao              | Municipio Pao de San Juan Bautista | Estado Cojedes    |
| En construcción  | Tinaco              | Municipio Tinaco                   | Estado Cojedes    |

### Sistema Ferroviario Centro-Sur
Forma parte del Sistema Ferroviario Nacional y pasa por los estados: Guárico, Apure, Bolívar y Táchira.
La construcción de las líneas de Guárico se conectarán al Sistema Ferroviario Centro-Sur (el eje norte llanero) con el Sistema Ferroviario Central (el eje central). 
Las estaciones serán amplias con el objeto de que florezca el comercio y la actividad económica en general. El futuro ferrocarril del eje Centro - Sur estará totalmente electrificado.

#### LíneaLa Encrucijada-San Fernando de Apure
(Longitud: 279 km)
| Estado Actual   | Estación               | Ubicación          | Ubicación      |
| --------------- | ---------------------- | ------------------ | -------------- |
| En construcción | La Encrucijada         | Municipio Mariño   | Estado Aragua  |
| En construcción | Villa de Cura          | Municipio Zamora   | Estado Aragua  |
| En construcción | San Juan de Los Morros | Municipio Roscio   | Estado Guárico |
| En construcción | Ortiz                  | Municipio Ortiz    | Estado Guárico |
| En construcción | Dos Caminos            | Municipio Ortiz    | Estado Guárico |
| En construcción | Calabozo               | Municipio Miranda  | Estado Guárico |
| En construcción | Corozopando            | Municipio Miranda  | Estado Guárico |
| En construcción | Camaguán               | Municipio Camaguán | Estado Guárico |
| En construcción | San Fernando de Apure  | Capital de Apure   | Estado Apure   |

La obra presenta en la actualidad un avance del 18%. Este trayecto incluirá 18 túneles, de los cuales tres se encuentran excavados, mientras que otros cinco están en proceso de perforación.
La línea ferroviaria que se construye actualmente entre los estados Guárico y Apure tendrá un longitud de 252 km, y el recorrido se realizará en dos horas y media. Alcanzará una velocidad promedio prevista por el ferrocarril entre 120 y 140 km por hora, dado que circulará por zonas totalmente planas.

#### LíneaCiudad Bolívar-Abejales
(Longitud: 1000 km)
| Estado Actual    | Estación                 | Ubicación                 | Ubicación      |
| ---------------- | ------------------------ | ------------------------- | -------------- |
| En planificación | Abejales                 | Municipio Libertador      | Estado Táchira |
| En planificación | Guasdualito              | Municipio Páez            | Estado Apure   |
| En planificación | Elorza                   | Municipio Rómulo Gallegos | Estado Apure   |
| En planificación | Mantecal                 | Municipio Muñoz           | Estado Apure   |
| En planificación | El Samán                 | Municipio Achaguas        | Estado Apure   |
| En planificación | Achaguas                 | Municipio Achaguas        | Estado Apure   |
| En planificación | San Fernando de Apure    | Capital de Apure          | Estado Apure   |
| En planificación | San Gerónimo de Guayabal | Municipio Camaguán        | Estado Guárico |
| En planificación | Cabruta                  | Municipio Las Mercedes    | Estado Guárico |
| En planificación | Caicara del Orinoco      | Municipio Cedeño          | Estado Bolívar |
| En planificación | Ciudad Bolívar           | Municipio Heres           | Estado Bolívar |

### Sistema Ferroviario Oriental
Es una de las etapas del ferrocarril que forma parte del Sistema Ferroviario Nacional. Permitirá, por un lado, establecer vínculos de transporte masivo entre las zonas de producción industrial de las empresas básicas de Guayana y un Puerto de exportación y, por el otro, la conexión de esta zona con los centros de producción agrícola y pecuaria del centro del país. Conectará a los estados: Sucre, Estado Anzoátegui, Monagas y Bolívar. Cuenta con tres líneas, entre Ciudad Guayana, existe una privada en operación, y el de Guanta - Naricual, en desuso. Los demás no están construidos. El segundo puente sobre el Orinoco, de formato mixto (vial y ferroviario) por donde se prevé conectar las rutas, se encuentra actualmente en operación bajo el nombre de Orinoquia.

#### LíneaBarcelona-Ciudad Guayana
(Longitud: 491 km)
| Estado Actual    | Estación       | Ubicación                 | Ubicación         |
| ---------------- | -------------- | ------------------------- | ----------------- |
| En planificación | Barcelona      | Municipio Bolívar         | Estado Anzoátegui |
| En planificación | San Mateo      | Municipio Libertad        | Estado Anzoátegui |
| En planificación | Anaco          | Municipio Anaco           | Estado Anzoátegui |
| En planificación | Cantaura       | Municipio Freites         | Estado Anzoátegui |
| En planificación | El Tigre       | Municipio Simón Rodríguez | Estado Anzoátegui |
| En planificación | Ciudad Bolívar | Municipio Heres           | Estado Bolívar    |
| En planificación | La Encrucijada | Municipio Heres           | Estado Bolívar    |
| En planificación | Ciudad Piar    | Municipio Angostura       | Estado Bolívar    |
| En planificación | Ciudad Guayana | Municipio Caroní          | Estado Bolívar    |

#### LíneaGuanta- Naricual
| Estado Actual    | Estación | Ubicación         | Ubicación         |
| ---------------- | -------- | ----------------- | ----------------- |
| En Planificación | Guanta   | Municipio Guanta  | Estado Anzoátegui |
| En Planificación | Naricual | Municipio Bolívar | Estado Anzoátegui |

La línea Guanta - Naricual, inaugurada en 1960, se ha ido deteriorando debido a la falta de mantenimiento. Actualmente dicha línea no está operativa y como consecuencia de su inactividad, la vía férrea y los terrenos han sido invadidos, siendo hasta ahora imposible impedir su ocupación. La región oriental está experimentando un gran auge como consecuencia de la apertura petrolera y se necesitará transportar grandes volúmenes de material proveniente de las diferentes áreas de producción y hacia un puerto de aguas profundas. El ferrocarril representó la mejor alternativa de transporte masivo de carbón. Sin embargo, esta actividad no está en operación, por lo que en el IFE se está evaluando la vigencia de este ferrocarril.

#### LíneaPuerto Ordaz-Maturín- Manicuare
(Longitud: 527 km)
| Estado Actual    | Estación     | Ubicación                | Ubicación            |
| ---------------- | ------------ | ------------------------ | -------------------- |
| En planificación | Manicuare    | Manicuare                | Estado Sucre         |
| En planificación | Carúpano     | Municipio Bermúdez       | Estado Sucre         |
| En planificación | Casanay      | Municipio Blanco         | Estado Sucre         |
| En planificación | Caripito     | Municipio Bolívar        | Estado Monagas       |
| En planificación | Quiriquire   | Municipio Punceres       | Estado Monagas       |
| En planificación | Maturín      | Capital de Monagas       | Estado Monagas       |
| En planificación | Tucupita     | Capital de Delta Amacuro | Estado Delta Amacuro |
| En planificación | Temblador    | Municipio Libertador     | Estado Monagas       |
| En planificación | Puerto Ordaz | Oeste de Ciudad Guayana  | Estado Bolívar       |

Debido a la insuficiencia, inseguridad y altos costos de las operaciones por el río Orinoco, necesarios para cubrir las demandas presentes y futuras de transporte generado por la explotación minera e industrias básicas localizadas en el área de Puerto Ordaz, así como por lo inapropiado del sistema carretero para el manejo de tales cargas masivas, se hace imperativo disponer de un modo alterno de transporte eficiente, que contribuya significativamente a satisfacer las proyecciones de demandas.

### Sistema Ferroviario de la Región Guayana
Se plantea interconectar los estados Apure, Bolívar, Amazonas, Guárico, Anzoátegui, Monagas y Delta Amacuro.

#### LíneaBarcelona-Puerto Ayacucho
(Longitud: 833 km)
| Estado Actual    | Estación              | Ubicación             | Ubicación         |
| ---------------- | --------------------- | --------------------- | ----------------- |
| En planificación | Barcelona             | Municipio Bolívar     | Estado Anzoátegui |
| En planificación | Puerto Píritu         | Municipio Peñalver    | Estado Anzoátegui |
| En planificación | Valle de Guanape      | Municipio Carvajal    | Estado Anzoátegui |
| En planificación | Paso Real de Macaira  | Municipio Monagas     | Estado Guárico    |
| En planificación | Altagracia de Orituco | Municipio Monagas     | Estado Guárico    |
| En planificación | Chaguaramas           | Municipio Chaguaramas | Estado Guárico    |
| En planificación | Las Mercedes          | Las Mercedes          | Estado Guárico    |
| En planificación | Santa Rita            | Las Mercedes          | Estado Guárico    |
| En planificación | Cabruta               | Las Mercedes          | Estado Guárico    |
| En planificación | Caicara del Orinoco   | Municipio Cedeño      | Estado Bolívar    |
| En planificación | Caño de las Ventanas  | Municipio Achaguas    | Estado Apure      |
| En planificación | Los Pijiguaos         | Municipio Cedeño      | Estado Bolívar    |
| En planificación | Puerto Ayacucho       | Municipio Atures      | Estado Amazonas   |

#### LíneaCiudad Guayana-Santa Elena de Uairén
(Longitud: 591 km)
| Estado Actual    | Estación              | Ubicación             | Ubicación      |
| ---------------- | --------------------- | --------------------- | -------------- |
| En planificación | Ciudad Guayana        | Municipio Caroní      | Estado Bolívar |
| En planificación | Upata                 | Municipio Piar        | Estado Bolívar |
| En planificación | Guasipati             | Municipio Roscio      | Estado Bolívar |
| En planificación | El Callao             | Municipio El Callao   | Estado Bolívar |
| En planificación | Tumeremo              | Municipio Sifontes    | Estado Bolívar |
| En planificación | El Dorado             | Municipio Sifontes    | Estado Bolívar |
| En planificación | Santa Elena de Uairén | Municipio Gran Sabana | Estado Bolívar |

## Servicios
Hay dos tipos de servicios que realiza por el sistema, Carga y Pasajeros.

### Carga
Se transporta por mes entre tres mil a seis mil toneladas de carga desde Puerto Cabello a Barquisimeto y viceversa, también pasajeros.
| Tramo                         | Períodos         | Períodos                 | Frecuencia          |
| ----------------------------- | ---------------- | ------------------------ | ------------------- |
| Puerto Cabello - Barquisimeto | de lunes a lunes | 6:00 a. m. y 11:30 a. m. | dos cada 30 minutos |

### Pasajeros
Los servicios de pasajeros que por ahora existen entre las estaciones del tramo Caracas-Cúa- Puerto Cabello - Barquisimeto
| Tramo                         | Períodos           | Períodos                 | Frecuencia  |
| ----------------------------- | ------------------ | ------------------------ | ----------- |
| Puerto Cabello - Barquisimeto | de lunes a viernes | 6:00 a. m. y 11:30 a. m. | dos por día |

| Tramo       | Períodos                              | Períodos                 | Frecuencia      |
| ----------- | ------------------------------------- | ------------------------ | --------------- |
| Caracas-Cúa | de lunes a viernes                    | 4:30 a. m. – 9:00 a. m.  | cada 20 minutos |
| Caracas-Cúa | de lunes a viernes                    | 9:00 a. m. – 5:00 p. m.  | cada 30 minutos |
| Caracas-Cúa | de lunes a viernes                    | 5:00 p. m. – 10:00 p. m. | cada 20 minutos |
| Caracas-Cúa | los sábados, domingos y días feriados | 6:00 a. m. – 9:00 p. m.  | cada 30 minutos |

## Actualidad
Con la crisis económica que enfrenta Venezuela, a finales de 2013, paralizaron varias obras ferroviarias porque Venezuela no podría pagar US $7.5 mil millones y debía en Ferrocarriles comprados a China cerca de 500 millones de dólares. A su vez, la crisis económica derivada de la aplicación de las medidas económicas aplicadas en los últimos años, aunado a denuncias de corrupción dentro del gobierno de Hugo Chávez y de Nicolás Maduro, ha hecho que esta obra quede inconclusa.
Con el caso Odebrecht, se han retrasado muchas obras en todo el país, haciendo que la construcción se paralice. Como consecuencia, el desempleo ha aumentado, ya que todos los trabajadores que laboraban en estas construcciones se han quedado sin empleo, por lo que se han hecho protestas y huelgas por parte de estos obreros.

Elefantes blancos chavistas: Tramo Tinaco-Anaco; Tramo Guarenas-Guatire; Tramo Puerto Cabello-La Envrucijada. Los tres trenes que nunca arrancaron en Venezuela: Más de 17 millones de dólares perdió el Estado venezolano con tres proyectos ferroviarios que están inconclusos en el 2022 desde hace más de una década! Gabriela Moreno

En el 2025 hay funcionando solamente 41 km (tramo Caracas-Cua) que han sido construidos del original plan ferrocarrilero de Chavez, que era de 13665 km. Un desastre de proporciones increíbles.